# Sam Chicotte
 (mai 2025).
Si vous disposez d'ouvrages ou d'articles de référence ou si vous connaissez des sites web de qualité traitant du thème abordé ici, merci de compléter l'article en donnant les références utiles à sa vérifiabilité et en les liant à la section « Notes et références ».
Sam Chicotte est une série télévisée jeunesse québécoise et ontarienne en 82 épisodes de 24 minutes diffusée entre le 9 janvier 2009 et le 6 avril 2012 sur les chaînes Télé-Québec et TFO.

## Synopsis
Samuel Chicotte est un garçon de 8 ans qui se pose beaucoup de questions, de la plus comique à la plus troublante, de la plus simple à la plus complexe. Lorsque Sam déménage, il fait la rencontre d’Edgar, un petit fantôme qui va transformer sa « vision » des choses car Sam est le seul qui puisse le voir. Sam fait aussi la rencontre d'Alice, une jeune fille qui est sa nouvelle voisine, mais qui n'a pas la chance d'y voir Edgar. Quand Edgar est absent, Sam et Alice découvrent des choses mystérieuses dans la demeure de Sam ou de leur entourage, tels qu'il s'agit d'Edgar ou de Madame Kelleur, la voisine diabolique des Chicotte, qui tente de mettre la main sur Edgar pour le faire disparaître à jamais. Bien sûr, Sam et Alice ne veulent pas laisser Madame Kelleur faire du mal à leur ami fantôme.
Plus tard, Farfouille, un nouveau fantôme, est découvert par Alice, il est bien sûr l'ami d'Edgar et devient le meilleur ami d'Alice, Sam peut aussi le voir comme Alice. Elle va tout faire pour protéger son ami qui sort de la même époque qu'Edgar. Parce qu'ils ne veulent pas que l'affreuse voisine leurs fasse du mal, un homme mysterieux du nom de Stetch ainsi qu'une fée du nom de Ondine font aussi leurs apparition, Laurent, le frère de Sam, décide donc de les croire et les aider à protéger leurs amis.
Vers la fin de la troisième saison, Stetch décide d'aider Sam ce qui transforme madame Kelleur en cactus et redonne à Ondine et Stetch (chat) leurs vrais forme mais cela ne veut pas dire que tout est fini pour autant, puis, Edgar et Ondine vont rejoindre Farfouille en Irlande.

## Distribution
- Jérémy St-Onge : Samuel Chicotte
- Romane Denis (en) : Alice Vadeboncoeur
- Alexis Boily : Edgar
- Alexandre Nachi : Laurent Chicotte
- Rosalie Julien : Isabelle Chicotte
- Daniel Thomas : François Chicotte
- Louise Turcot : Madame Kelleur
- Madani Tall : Farfouille
- Noémie Leduc-Vaudry : Cri-Cri
- Léa Thouin : Lily
- Georges-Édouard Imbeault : Gaël Brisebois
- William Menicucci : Sacha
- Romane Dumesnil : Mégane Brisebois
- Gilles Renaud : Stetch O'Donnall
- Marie-Ève Milot : Ondine

## Infos de production
- Idée originale : Nathalie Champagne, Pascale Cusson
- Collaborateur au développement et auteur : Nathalie Champagne
- Musique originale : Fred St-Gelais
- Réalisateurs : Pascale Cusson, Mark Soulard
- Producteur exécutif : Raymond Gauthier
- Production : Productions Point de mire

## Épisodes

### Première saison (2009-2010)
1. Déménager… Jamais !
2. Partager ma chambre? Non merci!
3. J'ai un nouvel ami!
4. Moi, un garçon, jouer avec une fille jamais
5. La Loi de Gaël…
6. Être riche, est-ce que ça rend heureux?
7. Être malade c'est ennuyeux, mais avec des amis, c'est mieux!
8. Est-ce que c'est vrai que j'ai changé?
9. La chasse au trésors!
10. J'ai le droit d'avoir peur, non?
11. Est-ce que je doit aider un méchant?
12. Le problème, c'est mon frère!
13. Mon ami fantôme est en danger!
14. J'ai menti à mon meilleur ami...
15. Ce n'est pas juste, vraiment pas juste !
16. Joyeux anniversaire tante Chicotte !
17. Je ne veux pas jouer avec lui !
18. Promis, c'est promis !
19. Il faut protéger mon fantôme !
20. C'est fini ? Non, pas déjà !
21. Pourquoi il y a toujours des règles à suivre ?
22. Faire des excuses à Mme Kelleur, jamais !
23. Pourquoi tout le monde aime plus les petits ?
24. Non, Alice ce n'est pas mon amie !
25. Je ne veux pas choisir !
26. L'amour, est-ce que ça peut durer toujours ?

### Deuxième saison (2010-2011)
1. Moi, je veux tout, tout, tout savoir!
2. T'encourager ? Oui… mais moi ?
3. Je vous présente Poifident!
4. J'aime ou je n'aime pas. C'est comme ça!
5. Si lui est dans mon équipe, je lâche tout!
6. Ma sœur, c'est mon idole!
7. Moi, triste? Mais non!
8. Je suis l'ami d'Alice ou d'Edgar?
9. Edgar, c'est mon ami!
10. Être heureux tout seul, c'est possible?
11. Mon frère est malade, qu'est-ce que je fais?
12. La maladie, est-ce que ça change quelqu'un?
13. Est-ce que j'ai trop d'imagination?
14. Œil pour œil, dent pour dent!
15. Tout le monde a l'air pressé!
16. Pourquoi la mort?
17. Est-ce que je suis beau, moi?
18. Mentir pour rire, est-ce que c'est dangereux?
19. Être intelligent, qu'est-ce que ça veut dire?
20. Est-ce qu'on a le droit de changer d'idée?
21. Pas facile de rire de soi!
22. Je ne devrais pas faire ça, mais...
23. Est-ce que les parents ont toujours raison?
24. Pourquoi quand on est fâché on dit des choses blessantes?
25. Est-ce que je m'inquiète trop?
26. Est-ce qu'on peut tout expliquer?

### Troisième saison (2011-2012)
1. Pourquoi j'aime pas ça quand tu t'en vas?
2. Stech O'Donnall, c'est qui ça?
3. Gagner, est-ce que c'est important?
4. C'est pas parce que c'est mon frère qu'on est pareil!
5. La liberté, qu'est-ce que ça veut dire?
6. Moi hypocrite?... Mais non!
7. Il y en a qui ont rien... Pourquoi?
8. Je le dis ou je le dis pas?
9. Mon oncle Stetch, un méchant?... Impossible!
10. Pourquoi moi?
11. Est-ce que je peux faire confiance à mon frère?
12. Est-ce que je peux réussir quand tout va mal?
13. S'ils ne me voient plus, est-ce qu'ils vont continuer à m'aimer?

### Quatrième saison (2012-2013)
1. Si Edgar est parti, ça veut dire que l'enquête est finie ?
2. Est-ce qu'on peut revenir à la vie ?
3. Suis-je brave ?
4. Madame Kelleur est revenue, impossible...
5. Edgar et Farfouille sont en danger, que'est ce que je fais ?
6. Suis-je toujours obligé de veiller sur Edgar ?
7. Edgar n'est vraiment pas en sécurité en Irlande…
8. Je veut savoir les sorts de magie contre madame Kelleur!
9. Lili est au courant! oh non !
10. Gaël m'énerve !
11. Est-ce que la tristesse rend les gens plus gentils?
12. Est-ce que le travail d'équipe est important ?
13. J'ai de la chance d'avoir des amis ?
14. J'ai confiance en toi, mais...
15. Mystère inexplicable partie 1
16. Mystère inexplicable partie 2
17. L'esprit d'équipe!!!
18. Le combat finale